# Port lotniczy Chasab
Port lotniczy Chasab – port lotniczy położony w mieście Chasab, stolicy muhafazatu Musandam w Omanie.

## Linie lotnicze i połączenia
- Oman Air (Maskat)